# Martinskapelle (Eitzum)

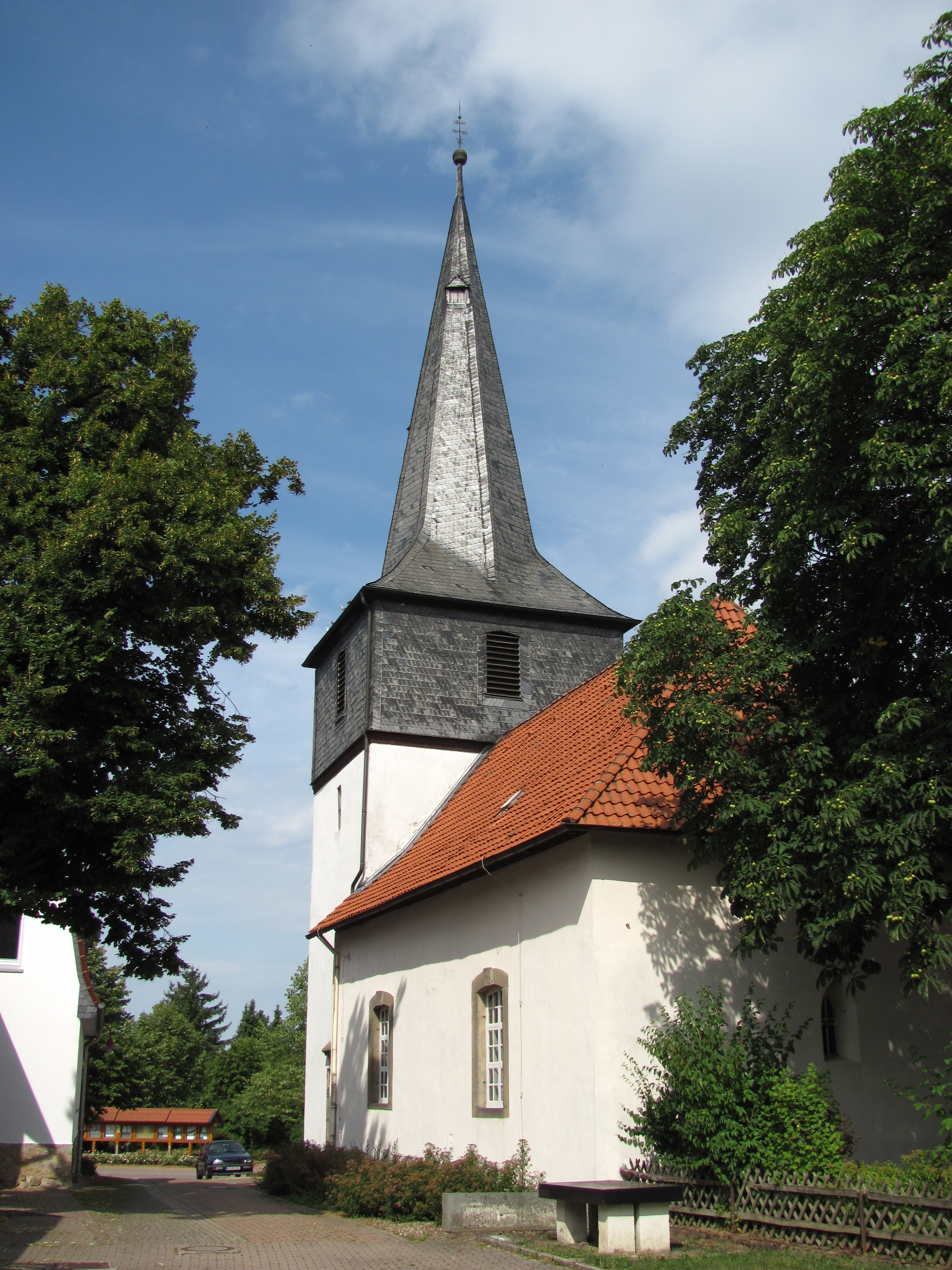
Martinskapelle

Die evangelisch-lutherische, denkmalgeschützte Martinskapelle steht in Eitzum, einem Ortsteil der Kleinstadt Gronau (Leine) im Landkreis Hildesheim von Niedersachsen. Die Kirche gehört zur Kirchengemeinde St. Andreas  (Nienstedt) im Kirchenkreis Hildesheimer Land-Alfeld im Sprengel Hildesheim-Göttingen der Evangelisch-lutherischen Landeskirche Hannovers.

## Geschichte
Mit einer Urkunde von 996 genehmigte Bischof Bernward von Hildesheim den Bau einer Kapelle. Um 1450 wurde anstelle der Holzkirche eine Saalkirche aus Bruchsteinen errichtet. Sie wird 1578 als Filialkirche von Nienstedt im Erbregister von Winzenburg geführt. Im Dreißigjährigen Krieg wurde sie zerstört. Eine Inschrift verweist auf die Wiederherstellung im Jahre 1686. Der Kirchturm, der im unteren Bereich Schießscharten eines Wehrturms hat, ist vom Vorgängerbau erhalten geblieben. Der heutige Bauzustand geht auf eine Renovierung im Jahr 1739 zurück. 1884 wurde der Chor umgestaltet.

## Beschreibung
Die verputzte, spätgotische Saalkirche aus Bruchsteinen hat zwei Achsen und einen geraden Abschluss im Osten. Der Kirchturm im Westen erhielt am Ende des 18. Jahrhunderts ein zusätzliches schiefergedecktes Geschoss aus Holzfachwerk und einen ins Achteck überführten, spitzen Helm, an dem eine Schlagglocke hängt, die 1784 Christoph August Becker gegossen hat. Im Glockenstuhl hängen zwei Eisenhartgussglocken, die 1946 von J. F. Weule gegossen wurden. Das Kirchenschiff ist mit einem abgewalmten Satteldach bedeckt. Der Innenraum ist mit einem flachen, hölzernen Tonnengewölbe überspannt. Die Emporen wurden im 16. Jahrhundert eingebaut. 
Zur Kirchenausstattung gehört ein zweigeschossig aufgebautes Altarretabel mit gemauertem Stipes aus der ersten Hälfte des 17. Jahrhunderts. Im Zentrum befindet sich zwischen gedrehten Säulen mit korinthischen Kapitellen ein Gemälde über die Kreuzigung. Darüber ist ein Bild über die Auferstehung. Die Mensa aus Sandstein stammt aus dem 16. Jahrhundert. Die  hölzerne Kanzel wurde 1584 gebaut, das pokalförmige Taufbecken mit achteckiger Kuppa ist von 1611, der Holzdeckel wurde um 1690 ergänzt. Ein Kronleuchter wurde 1752 gestiftet. Die Orgel mit 3 Registern, einem Manual und einem Pedal, die Alfred Führer für St. Matthäi (Gronau) gebaut hatte, wurde zunächst in die St.-Paulus-Kapelle von Hönze versetzt und kam 1973 nach Eitzum. 